# Língua nogai
A língua nogai (ou nogay ou nogai tatar), é uma língua do ramo turcomano das línguas altaicas falada no sudoeste da Rússia. São reconhecidos três dialetos distintos: qara-nogay (ou nogai setentrional), falado no Daguestão; nogai padrão, em Stavropol; e aqnogay (ou nogai ocidental), próximo ao rio Cubã, seus afluentes em Carachai-Circássia, e no distrito de Mineralnye Vody. O qara-nogay e o nogai padrão são muito próximos lingüisticamente, enquanto o aqnogay apresenta maiores diferenças.
A língua nogai é geralmente classificada no ramo quipechaco-nogai das línguas quipechacas, que por sua vez pertencem ao grupo túrquico. Essa família também inclui o tártaro da Crimeia, o caracalpaque no Uzbequistão, o cazaque no Cazaquistão, e o quirguiz no Quirguistão.

## História
Os nogais descendem dos povos da Horda de Ouro, levam o nome do tataraneto de Gêngis Cã, Nogai, que governou os povos nômades a oeste do rio Danúbio no final  do século XIII. Após a invasão se fixaram junto à costa do mar Negro na atual Ucrânia.
Originalmente, a escrita da língua nogai era baseada no alfabeto árabe. Em 1928, o alfabeto latino foi introduzido. Esse sistema ortográfico foi desenvolvido pelo acadêmico nogai  A. Dzhanibekov (Canibek), seguindo princípios adotados por todas as línguas túrquicas.  
Em 1938, a transição para o alfabeto russo começou. A ortografia baseada no alfabeto latino foi banida sob a alegação de que representava um impedimento para o aprendizado do russo. 
A expulsão dos nogai da Ucrânia no século XIX separou os falantes do nogai em alguns grupos isolados. Alguns migraram para a Turquia e Romênia, enquanto outros permaneceram junto ao Império Russo, ocupantes do Daguestão e áreas vizinhas da Chechênia e Krai de Stavropol. 
A política governamental de educação e assimilação resultou em um rápido declínio da língua na Turquia. Hoje em dia essa língua só é falada pelos idosos. Na União Soviética a língua ensinada nas escolas era o russo, o que resultou em uma diminuição no número de falantes também na Rússia. Recentes estimativas apontam um número de falantes da língua nogai em aproximadamente 80 mil.
Em 1973, dois pequenos jornais em nogai eram publicados, um em Carachai-Circássia e um outro no Daguestão (Ленин йолы), mas por causa do precário sistema de comunicação esses jornais não chegavam às vilas nogai.
A língua nogai agora faz parte do currículo escolar do 1.º até o 10.° ano do distrito nogai do Daguestão. A língua também é ensinada na escola pedagógica de Carachai-Circássia e no Instituto Pedagógico nacional.

## Alfabeto

### Alfabeto árabe
Antes de 1928 o alfabeto usado para se escrever nogai era baseado no alfabeto árabe. Incluía todas as letras do alfabeto árabe mais os símbolos adicionais 
ڮ, ۇ, ۋ, پ, ںُ, چ, ژ , گ
 para os sons específicos da lingual nogai. Esse alfabeto não  era muito disseminado.

### Alfabeto latino
Em 1928, o alfabeto nogai baseado no latino foi criado como parte da grande campanha de latinização empreendida pelos soviéticos. O professor A. Sh. Dzhanibekov, a foi o autor desse alfabeto. 
| A a | B в | Ç ç | D d | E e | Ә ә | G g | Ƣ ƣ |
| I i | K k | L l | M m | N n | Ꞑ ꞑ | O o | Ө ө |
| P p | Q q | R r | S s | Ş ş | T t | U u | Y y |
| J j | Ь ь | Z z | V v |     |     |     |     |

As seguintes letras foram adicionadas em 1931 C c, I̡ ı̡, F f, H h, X x, Ƶ ƶ; в 1933 – S̷ s̷. Em 1936 as letras Ç ç, Ә ә, H h, I̡ ı̡ foram excluídas do alfabeto.

### Alfabeto cirílico
O alfabeto nogai é baseado no alfabeto cirílico, tendo sido criado em 1938; inclui todas as letras do alfabeto russo exceto Ё ё), e também os dígrafos Гъ гъ, Къ къ, Нъ нъ. Os dígrafos Оь оь, Уь уь foram adicionados no mesmo ano. Em 1944 os dígrafos Гъ гъ, Къ къ foram excluídos do alfabeto. A última reforma do alfabeto nogai se deu em 1950, quando adquiriu a forma atual. 
| А а   | Аь аь | Б б   | В в | Г г | Д д | Е е | Ё ё |
| Ж ж   | З з   | И и   | Й й | К к | Л л | М м | Н н |
| Нъ нъ | О о   | Оь оь | П п | Р р | С с | Т т | У у |
| Уь уь | Ф ф   | Х х   | Ц ц | Ч ч | Ш ш | Щ щ | Ъ ъ |
| Ы ы   | Ь ь   | Э э   | Ю ю | Я я |     |     |     |